# People, Hell and Angels
| 전문가 평가          | 전문가 평가 |
| 평가 점수            | 평가 점수   |
| 출처                 | 점수        |
| -------------------- | ----------- |
| AllMusic             | [ 2 ]       |
| American Songwriter  | [ 3 ]       |
| Consequence of Sound | C−          |
| The Guardian         | [ 5 ]       |
| The Independent      | [ 6 ]       |
| NME                  | 8/10        |
| PopMatters           | 7/10        |
| Q                    | [ 9 ]       |
| Rolling Stone        | [ 10 ]      |
| Slant Magazine       | [ 11 ]      |

《People, Hell and Angels》는 미국의 록 음악가 지미 헨드릭스의 사후 컴필레이션 음반이다. 익스피리언스 헨드릭스와 레거시 레코딩스의 거래에 따른 네 번째 발매는 《Electric Ladyland》의 계획된 후속 작업을 위해 그가 작업하고 있던 트랙의 이전에 공개되지 않은 12개의 녹음을 포함하고 있다. 2013년 3월 5일에 발매되었다.

## 배경
《People, Hell and Angels》에 수록된 곡들은 지미 헨드릭스와 동료 밴드 멤버들(주로 빌리 콕스와 버디 마일스가 참여하는 밴드 오브 집시스 라인업)이 《Electric Ladyland》의 후속작으로 작업하고 있던 곡들을 잠정적으로 《First Rays of the New Rising Sun》이라는 제목으로 공개하지 않은 녹음이다. 대부분의 녹음은 1968년과 1969년 뉴욕의 레코드 플랜트에서 진행된 세션에서 발췌한 것이며, 사운드 센터, 히트 팩토리, 그리고 자신의 일렉트릭 레이디 스튜디오에 있는 헨드릭스의 짧은 거주지 중 일부를 포함한다.

## 곡 목록
모든 곡들은 특별한 언급이 없는 한 지미 헨드릭스에 의해 작사/작곡하였다.
| #   | 제목                         | 작사·작곡              | 재생 시간 |
| --- | ---------------------------- | ---------------------- | --------- |
| 1.  | 〈Earth Blues〉              |                        | 3:33      |
| 2.  | 〈Somewhere〉                |                        | 4:05      |
| 3.  | 〈Hear My Train A Comin'〉   |                        | 5:41      |
| 4.  | 〈Bleeding Heart〉           | 엘모어 제임스          | 3:58      |
| 5.  | 〈Let Me Move You〉          |                        | 6:50      |
| 6.  | 〈Izabella〉                 |                        | 3:42      |
| 7.  | 〈Easy Blues〉               |                        | 5:57      |
| 8.  | 〈Crash Landing〉            |                        | 4:14      |
| 9.  | 〈Inside Out〉               |                        | 5:03      |
| 10. | 〈Hey Gypsy Boy〉            |                        | 3:39      |
| 11. | 〈Mojo Man〉                 | 앨버트 앨런, 아서 앨런 | 4:07      |
| 12. | 〈Villanova Junction Blues〉 |                        | 1:44      |